# Amaury Ier de Jérusalem
Pour les articles homonymes, voir Amaury Ier et Amaury.
Amaury Ier de Jérusalem, né en 1136 et mort en 1174 à Jérusalem, est le fils cadet de Foulques d'Anjou et de Mélisende de Jérusalem, roi et reine de Jérusalem. Amaury est comte de Jaffa et d’Ascalon de 1151 à 1162, puis roi de Jérusalem de 1162 à 1174. Il est aussi appelé Amalric ou Almaric.

## Biographie
Son père meurt quand il a l’âge de sept ans et son frère aîné devient roi sous la régence de leur mère Mélisende. Avant même son couronnement en 1152, Baudouin III inféode le comté de Jaffa à son frère Amaury en 1151. Le 19 octobre 1153, Baudouin III prend la ville d’Ascalon. Une seigneurie d'Ascalon est constituée et rattachée au comté de Jaffa. En 1158, Amaury épouse Agnès de Courtenay, fille de Josselin II de Courtenay, comte d'Édesse, et de Béatrice.
Baudouin III meurt sans enfant le 10 février 1162 et Amaury est son plus proche parent. Initialement élective, la couronne du royaume de Jérusalem est devenue au fil du temps héréditaire, mais le nouveau roi devait toujours être approuvé par la Haute Cour des barons. Or la plupart d’entre eux déclarent à la mort de Baudouin qu’ils jugent Agnès de Courtenay indigne de devenir leur reine et somment Amaury de choisir entre sa femme et le trône, ce qu’il fait en choisissant le trône. Il semble que les barons jugeaient Agnès trop frivole, mais le mariage est officiellement annulé en raison d’une parenté entre les deux époux, et Amaury est couronné le 18 février 1162.
Au cours du règne de son frère, les erreurs des derniers bourides, atabegs de Damas, avaient affaibli l’émirat et Baudouin III n’a pas réussi à empêcher Nur ad-Din de s’emparer de la ville en 1154. Baudouin III avait pu éviter que la situation ne tourne au désastre, obligeant même Nur ad-Din à la défensive, mais le fait est que les États latins d’Orient sont confrontés à une Syrie musulmane puissante et unifiée. Aussi Amaury décide-t-il d’innover sa politique extérieure et de se tourner vers l’Égypte fatimide, tombée dans les derniers degrés de la décadence et en proie à des luttes de pouvoir.
Profitant des guerres civiles, Baudouin III avait obtenu en 1160 le versement d’un tribut de cent soixante mille dinars des Fatimides. En septembre 1163, prétextant le non-versement de ce tribut, Amaury Ier organise une première expédition, défait l’armée du vizir Dirgham et assiège Bilbéis, mais la crue du Nil et des opérations de diversion de Nur ad-Din en Syrie obligent les Francs à se retirer. Toutefois, cette première expédition permet à Amaury de mesurer l’ampleur de la faiblesse du califat fatimide.
Shawar, le vizir chassé d’Égypte par Dirgham, se réfugie à Damas auprès de Nur ad-Din, sultan de Damas, et parvient à le persuader de l’aider à reprendre le pouvoir en Égypte, malgré les réticences de ce dernier. En mai 1164, Nur ad-Din envoie en Égypte un de ses lieutenants, Shirkuh, pour rétablir Shawar comme vizir. Mais Shawar refuse de verser les indemnités et le tribut promis, Shirkuh reste alors en Égypte et impose un protectorat si bien que Shawar fait alors appel à Amaury Ier pour s’en débarrasser. Amaury attaque et remporte plusieurs succès sur Shirkuh, mais Nur ad-Din envahit à son tour les États latins en guise de diversion pour protéger son lieutenant, prend les places fortes d'Arim et de Paneas et capture Bohémond III d'Antioche à Harrim le 11 août 1164. Seule l’intervention des Byzantins empêche les musulmans de prendre Antioche. Un compromis intervient, et Amaury et Shirkuh évacuent simultanément l'Égypte.

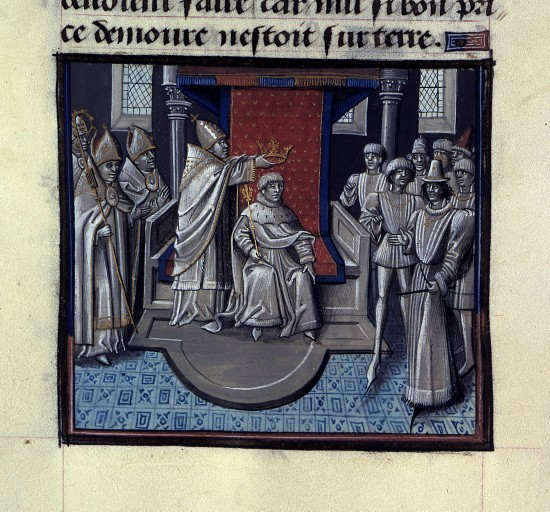
Couronnement d'Amaury Ier
Guillaume de Tyr, Historia (BNF, Mss.Fr.68, folio 297v).

Méfiant vis-à-vis du califat égyptien et préférant le statu quo, évitant ainsi la présence franque en Égypte, Nur ad-Din ne souhaite pas envoyer de nouvelle expédition au contraire de Shirkuh qui a mesuré le grand état de faiblesse de l’État égyptien, ainsi que ses richesses, et souhaite également prendre sa revanche et faire payer à Shawer ses traîtrises. Il semble que Shirkuh ait joué des querelles religieuses entre sunnites et chiites, mobilisant l’opinion publique en faveur d’une nouvelle expédition et en appelant au calife abbasside de Bagdad. De guerre lasse et voyant qu’il ne parviendra pas à empêcher Shirkuh de se lancer à la conquête de l’Égypte, Nur ad-Din finit par confier une armée à son lieutenant, qui quitte Damas en janvier 1167. Shawar fait immédiatement appel à Amaury Ier, qui rassemble ses troupes en hâte à Ascalon et quitte la ville le 30 janvier 1167. Un pacte d’assistance est signé entre le roi et le calife Al-Adid, puis Amaury affecte son armée à la défense du Caire et empêche Shirkuh de prendre la ville. Shirkuh se dirige vers le sud, poursuivi par les coalisés franco-égyptiens, les bat le 19 mars 1167, puis se dirige vers Alexandrie qu’il occupe et confie à son neveu Saladin. Les Francs et les Égyptiens assiègent la ville, pendant que Shirkuh se dirige vers la Haute-Égypte et assiège la ville de Qûs et Nur ad-Din attaque le royaume de Jérusalem par le nord. Finalement une paix est signée permettant à l’armée de Saladin de quitter Alexandrie avec les honneurs et les forces de Shirkuh et de Saladin évacuent l’Égypte, pendant que les Francs établissent un protectorat sur le pays (août 1167).

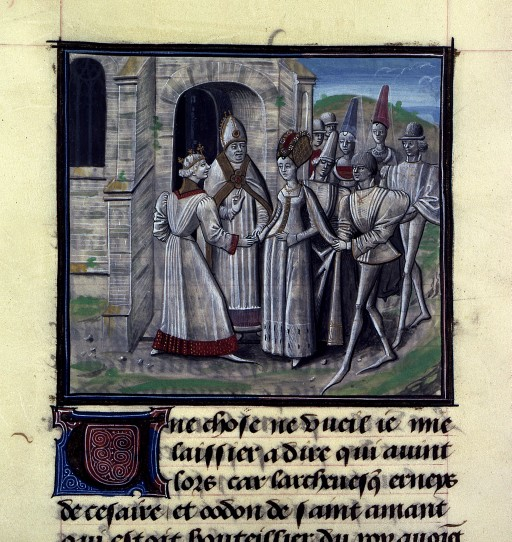
Mariage d'Amaury Ier et de Marie Comnène
Guillaume de Tyr, Historia (BNF, Mss.Fr.68, folio 318v).

Depuis l’annulation de son mariage, le roi et la Haute Cour avaient conclu qu’il était nécessaire de négocier une alliance militaire et matrimoniale avec Byzance. Ernesius, archevêque de Césarée, et Hugues de Saint-Amand sont envoyés dans la ville impériale et reviennent au bout de deux ans de négociations avec la princesse Marie Comnène, nièce de Manuel Ier Comnène. Ils abordent à Tyr en août 1167 et le mariage est célébré le 29 août 1167. Manuel Comnène suivait de près la campagne égyptienne et forme le projet de conquérir le califat fatimide pour en faire une colonie franco-byzantine. Au début de l’année 1168, il envoie à Jérusalem deux ambassadeurs, Alexandre de Gravina et Michel d’Otrante, puis Guillaume de Tyr part en ambassade à Byzance et un traité de partage de l’Égypte est signé en septembre 1168.

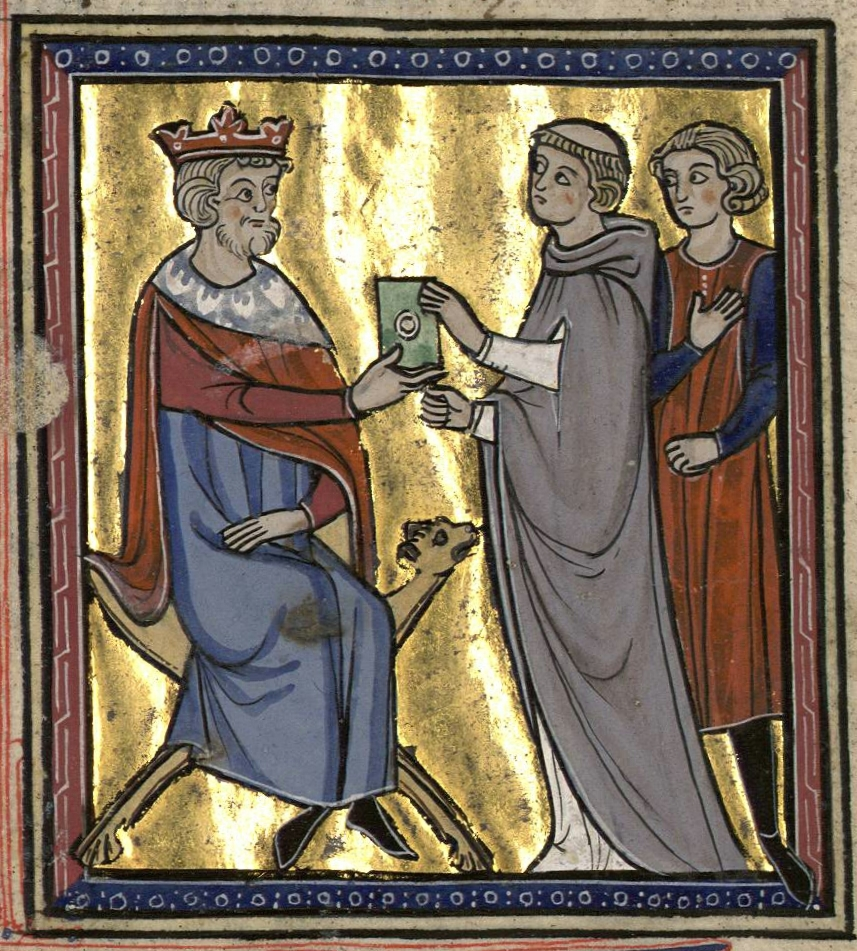
Ambassade d'Amaury Ier auprès de Manuel Comnène.
Guillaume de Tyr, Historia (BNF, Mss.Fr.9084, folio 272).

Mais lorsque Guillaume de Tyr revient à Acre, en octobre 1168, il s’aperçoit que les Francs ont commencé l’invasion de l’Égypte, sans attendre les forces byzantines. Certains historiens ont prétendu que les Francs ne voulaient pas partager l’Égypte avec les Byzantins, mais dans ce cas Amaury n’aurait pas recherché l’alliance byzantine à tout prix. En fait, le vizir trouvait la présence protectrice franque de plus en plus pesante, le tribut annuel de cent mille dinars trop important et l’opinion publique de plus en plus hostile à cette présence franque et au vizir qui les avait fait venir, et commençait à entamer des négociations secrètes avec Nur ad-Din. À l’annonce de ces nouvelles, le roi Amaury préfère maintenir le statu quo en attendant les troupes byzantines, tandis que les barons pensent qu’il faut envahir immédiatement l’Égypte qu’ils considèrent comme trop faible pour se défendre par elle-même et sans attendre qu’elle reçoive les renforts syriens et Amaury doit se soumettre à la décision de la Haute Cour du royaume. L’armée franque arrive devant Peluse (ou Bilbeïs) le 1er novembre 1168 qui refuse de lui ouvrir ses portes. La ville est prise d’assaut le 4 novembre et pillée de fond en comble, ce qui a pour effet de rallier toute la population égyptienne, y compris les indécis et les derniers partisans francs dans le camp de la résistance. Amaury arrive devant le Caire le 13 novembre, mais les égyptiens préfèrent brûler la ville plutôt que de la laisser aux Francs. Comprenant que s’il persiste, il n’aurait devant lui que des cités brûlées, anéantissant les richesses de l’Égypte, et en permanence des révoltes, Amaury négocie une retraite honorable en échange d’indemnités et quitte le pays le 2 janvier 1169. Mais Shirkuh arrive avec une armée peu après le départ des Francs et s’empare de l’Égypte après avoir fait tuer Shawar (18 janvier 1169). Il meurt peu après, le 23 mars 1169, laissant le pays à son neveu Saladin.

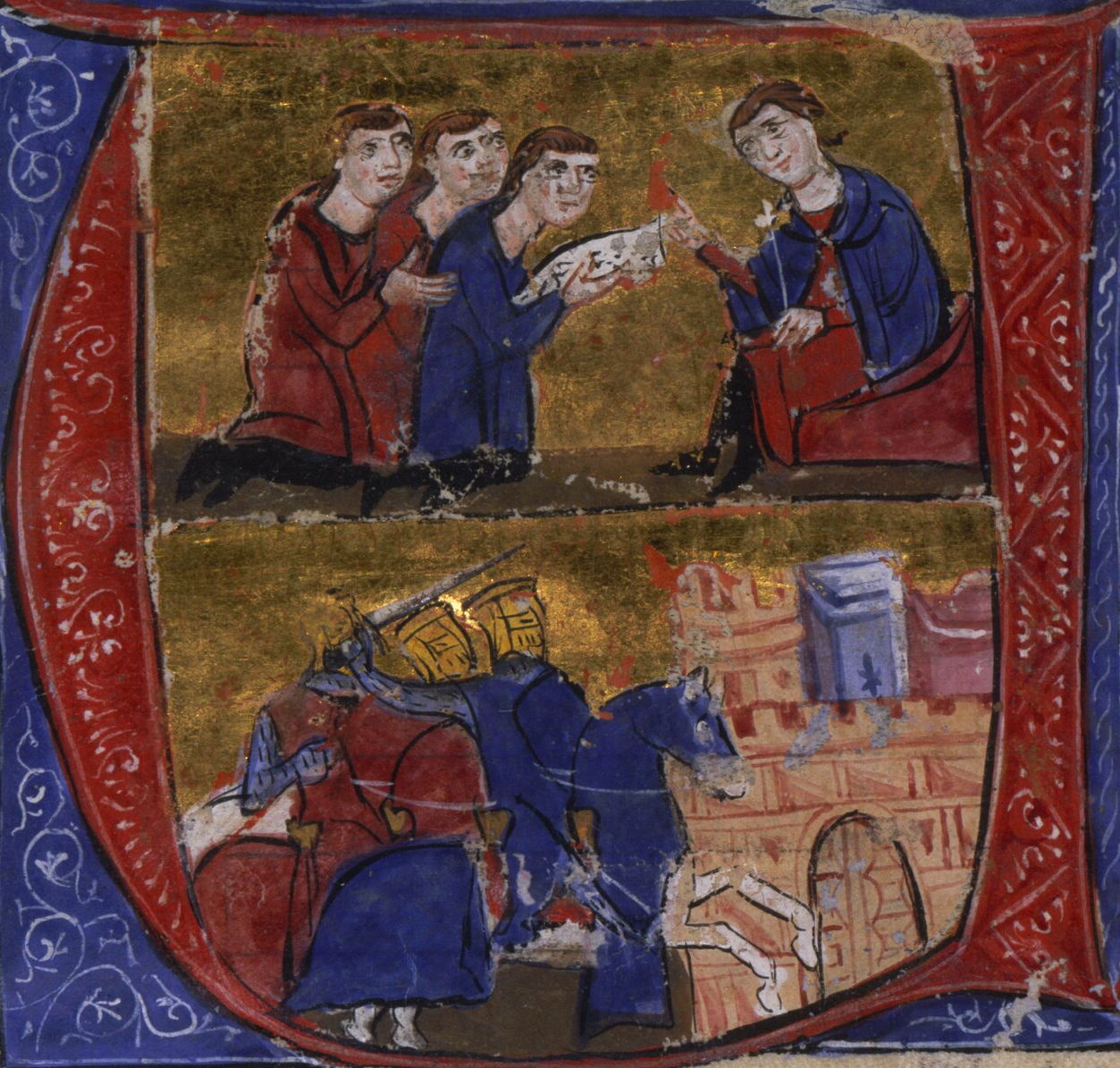
Alliance entre Amaury et Manuel en 1168. Les croisés devant Péluse (Bilbeïs).

Mesurant le péril auquel se trouvent confrontés les États latins d’Orient, Amaury envoie des ambassades en Europe afin de promouvoir une nouvelle croisade. Mais Louis VII de France est occupé à défendre son royaume contre l’Empire Plantagenêt qui possède les deux tiers de la France, l’empereur Frédéric Barberousse est en lutte contre les cités italiennes et le Saint-Siège et les autres souverains ont encore en mémoire le souvenir des échecs de la deuxième croisade et ne souhaitent pas s’engager dans une troisième croisade. Voyant l’échec de ses ambassades en Europe, Amaury se tourne une nouvelle fois vers l’alliance byzantine et l’empereur Manuel accepte d’appliquer le traité de 1168. Il envoie sa flotte en juillet 1169 et la coalition franco-byzantine assiège Damiette en octobre-novembre 1169. Le siège s’éternise, car des renforts sont envoyés en permanence de la Haute-Égypte, et les vivres commencent à manquer dans le camp des assiégeants. La mésentente commence à s’installer entre les Francs et les Byzantins, et le siège est levé en décembre 1169.
Fort heureusement pour les Francs, Saladin cherche à se ménager une indépendance vis-à-vis de Nur ad-Din et trouve des prétextes pour éviter d’engager avec ce dernier des actions concertées contre les Francs. Amaury tente une nouvelle fois de persuader l’Europe de se lancer dans une croisade, mais sans succès. La situation devient également délicate pour Byzance : sur les dix années précédentes, Manuel Comnène s’est plus préoccupé de lutter contre les Serbes et contre les Normands de Sicile et a laissé les Seldjoukides de Rum redevenir puissants. Dans l’Arménie cilicienne, alliée traditionnelle des Francs, Mleh renverse son neveu Roupen II et s’allie à Nur ad-Din pour conserver son trône. Aussi Amaury se rend-il en personne à Byzance pour négocier une alliance avec l'Empire et conclut un pacte d’assistance au printemps 1171. En 1173, une expédition franque est montée contre Mleh d’Arménie, mais Nur ad-Din assiège le krak de Moak, défendu avec succès par le connétable Onfroy II de Toron.
Au printemps 1174, Amaury prépare une invasion de l'Égypte en concertation avec le roi normand Guillaume II de Sicile (dont la flotte est conduite par l'amiral Gauthier de Moac), et les mécontents chiites d’Égypte qui projettent de se révolter, quand il meurt du typhus le 11 juillet 1174.

## Portrait et caractère
Guillaume de Tyr le décrit comme ayant une taille moyenne et étant fort gras, avec un visage noble, le teint clair, un nez aquilin, des cheveux blonds et portant toute sa barbe. Il bégayait légèrement, mais c’est un juriste accompli, connaissant mieux que quiconque les lois du royaume. Lors des campagnes militaires, il était aguerri comme un sergent, mais il était également un fin lettré, c'est d'ailleurs lui qui a encouragé Guillaume de Tyr à composer son Historia rerum in partibus transmarinis gestarum. Mais ses mœurs étaient si libres qu'il s'en prenait même à l'honneur des femmes mariées. Au contraire de son frère Baudouin, qui était affable, Amaury était distant et taciturne, et a parfois suscité l'antipathie parmi ses proches.

## Mariages et enfants
De son premier mariage en 1158 avec Agnès de Courtenay, fille de Josselin II de Courtenay, comte d'Édesse, et de Béatrice, étaient nés :
- Sibylle (1159 † 1191), future reine de Jérusalem ;
- Baudouin (1161 † 1185), futur roi de Jérusalem sous le nom de Baudouin IV le Lépreux.

Sa seconde épouse Marie Comnène (1154 † 1217), petite-nièce de Manuel Ier Comnène, épousée en 1168 donne naissance à :
- Isabelle (1169 † 1205), reine de Jérusalem sous le nom d'Isabelle Ire.